# Jürgen Janek
Jürgen Janek (* 20. August 1964 in Bückeburg) ist ein deutscher Chemiker. Seit 1999 lehrt er als Professor für Physikalische Chemie an der Justus-Liebig-Universität Gießen. Er forscht dort am Physikalisch-Chemischen Institut unter anderem in den Bereichen Festkörperionik und Elektrochemie.

## Leben
Janek studierte an der Universität Hannover Chemie, erhielt dort 1989 das Diplom in Chemie, promovierte 1992 bei Hermann Schmalzried ebenfalls in Hannover mit dem Thema „Dynamische Wechselwirkungen bei Transportvorgängen in Übergangsmetalloxiden“ und habilitierte sich 1997 in der Physikalischen Chemie mit der Arbeit „Zum Ladungsdurchtritt an Phasengrenzen in Festkörpern“. 1999 wurde er als Professor für Physikalische Chemie nach Gießen berufen. 2000 wurde er Vizedekan der Fakultät für Biologie, Chemie und Geowissenschaften, von 2001 bis 2003 war er Dekan. Von 2004 bis 2006 war er Vizepräsident der Universität Gießen. Seit 2011 ist er Leiter eines vom Karlsruher Institut für Technologie (KIT) und von der BASF gemeinsam betriebenen Forschungslabors. Seit 2018 ist er wieder Dekan des Fachbereiches Biologie und Chemie.

## Schriften
Jürgen Janek hatte mit Stand November 2019 insgesamt 360 wissenschaftliche Publikationen veröffentlicht, die in der Datenbank Scopus erfasst sind. Sein Scopus-h-Index zu diesem Zeitpunkt war 52; sein h-Index bei Google Scholar war 57 bei über 520 Veröffentlichungen. Er hat mindestens 11 Patente erhalten. Zu Janeks Forschungsgebieten zählen unter anderem Festelektrolyte und Festelektrolytbatterien, Natrium- und Lithium-Sauerstoffzellen sowie Natriumionenbatterien allgemein. Zu seinen am häufigsten zitierten Arbeiten zählen:
- A solid future for battery development, mit Wolfgang Zeier, 2016[12]
- A rechargeable room-temperature sodium superoxide (NaO2) battery, mit Pascal Hartmann, Conrad L. Bender, Miloš Vračar, Anna Katharina Dürr, Arnd Garsuch und Philipp Adelhelm[13]
- Room-temperature sodium-ion batteries: Improving the rate capability of carbon anode materials by templating strategies, mit Sebastian Wenzel, Takeshi Hara, Philipp Adelhelm, 2011[15]
- Structure and dynamics of the fast lithium ion conductor “Li7La3Zr2O12”, mit Henrik Buschmann, Janis Dölle, Stefan Berendts, Alexander Kuhn und Patrick Bottke, 2011[11]
- TEMPO: A Mobile Catalyst for Rechargeable Li-O2 Batteries, mit Benjamin J. Bergner, Adrian Schürmann, Klaus Peppler und Arnd Garsuch, 2014[14]

Außerdem hat Janek ein Buchkapitel mitgeschrieben:
- mit Philipp Adelhelm: Zukunftstechnologien, in: Handbuch Lithium-Ionen-Batterien, 2013[16]

## Auszeichnungen
Janek erhielt unter anderem folgende Auszeichnungen:
- 1989–1991: Doktorandenstipendium des Fonds der Chemischen Industrie[17]
- 1998 Nernst-Haber-Bodenstein-Preis der Deutschen Bunsen-Gesellschaft für Physikalische Chemie[18]
- 1998 Karl-Winnacker-Stipendium der Karl-Winnacker-Stiftung (2000 in Aventis Foundation umbenannt) der Hoechst AG[17][19]
- 1999 Gerhard-Hess-Preis der Deutschen Forschungsgemeinschaft DFG[20] für das Projekt „Plasma-elektrochemische Reaktionen an festen Ionenleitern“[17][21]
- 2000 Vertrauensdozent des Fonds der Chemischen Industrie[17]
- 2010 Gastprofessur im Rahmen des WCU-Programms („World Class University“) am Department of Materials Science and Engineering an der Seoul National University in Südkorea[22][23]
- 2016 Wilhelm-Jost-Gedächtnismedaille der Akademie der Wissenschaften zu Göttingen[24][25]
- 2022 Aufnahme als Mitglied der Sektion Chemie in die Nationale Akademie der Wissenschaften Leopoldina
- 2022 Greve-Preis der Leopoldina[26]